# Деревна гадюка чорно-зелена
Деревна гадюка чорно-зелена (Atheris nitschei) — отруйна змія з роду Деревна гадюка родини гадюкових. Інша назва «чагарникова гадюка Великих озер».

## Опис
Загальна довжина сягає 60—70 см. Спостерігається статевий диморфізм — самиці більші за самців. Голова широка. Тулуб стрункий з сильно кілеватою лускою. Великі очі з вертикальним зіницею. Дорослі гадюки мають яскраво—зелений колір з чорним малюнком уздовж центру спини й на голові. Молоді особини — темно-зелені з майже непомітним малюнком, але з кінчиком хвоста кремового забарвлення.

## Спосіб життя
Полюбляє тропічні ліси, болота, луки. Зустрічається на висоті до 3000 м над рівнем моря. Активна вночі. Харчується жабами, ящірками та дрібними гризунами.
Це живородна змія. Самиця народжує до 10 дитинчат.
Досить отруйна й небезпечна для людини змія.

## Розповсюдження
Мешкає у Руанді, Уганді, Бурунді, Танзанії, Демократичній Республіці Конго, Малаві, Замбії.